# Palacio de Justicia (Toluca)
El Palacio de Justicia del Estado de México  es el edificio sede del poder Judicial del Estado de México. Está ubicado en la calle Nicolás Bravo en la Ciudad de Toluca, al extremo poniente de la Plaza de los Mártires.
El edificio consta de 2 plantas, tres puertas principales que dan acceso al vestíbulo y tres patios, los patios laterales llevan los nombres de Benito Juárez y José María Morelos y Pavón, el patio central lleva por nombre patio Constitución.
Al norte del palacio se encuentran el Museo José María Velasco y el Palacio de Gobierno del Estado de México; al poniente se encuentra el Teatro Morelos; al oriente se encuentra la Plaza de los Mártires; y al sur del palacio se encuentran la Catedral metropolitana de Toluca y la Plaza González Arratia.

## Historia

### Antiguo Palacio de Justicia
El 26 de marzo de 1695 don Antonio de Sámano y Ledesma se comprometió, de manera voluntaria, con la orden religiosa de San Juan de Dios para construir una iglesia y un hospital en Toluca. Ledesma ordenó construir el templo de San Juan de Dios (actualmente conocido como Parroquia y Santuario de Santa María de Guadalupe) y el Hospital de San Juan de Dios de manera contigua sobre la actual calle José Vicente Villada.
Con el paso de los años, y a causa del descuido por parte de los religiosos, el hospital cayó en decadencia. Finalmente el hospital fue demolido y en 1873, en su lugar, comenzó la construcción del Antiguo Palacio de Justicia.

### Antiguo Palacio de Gobierno

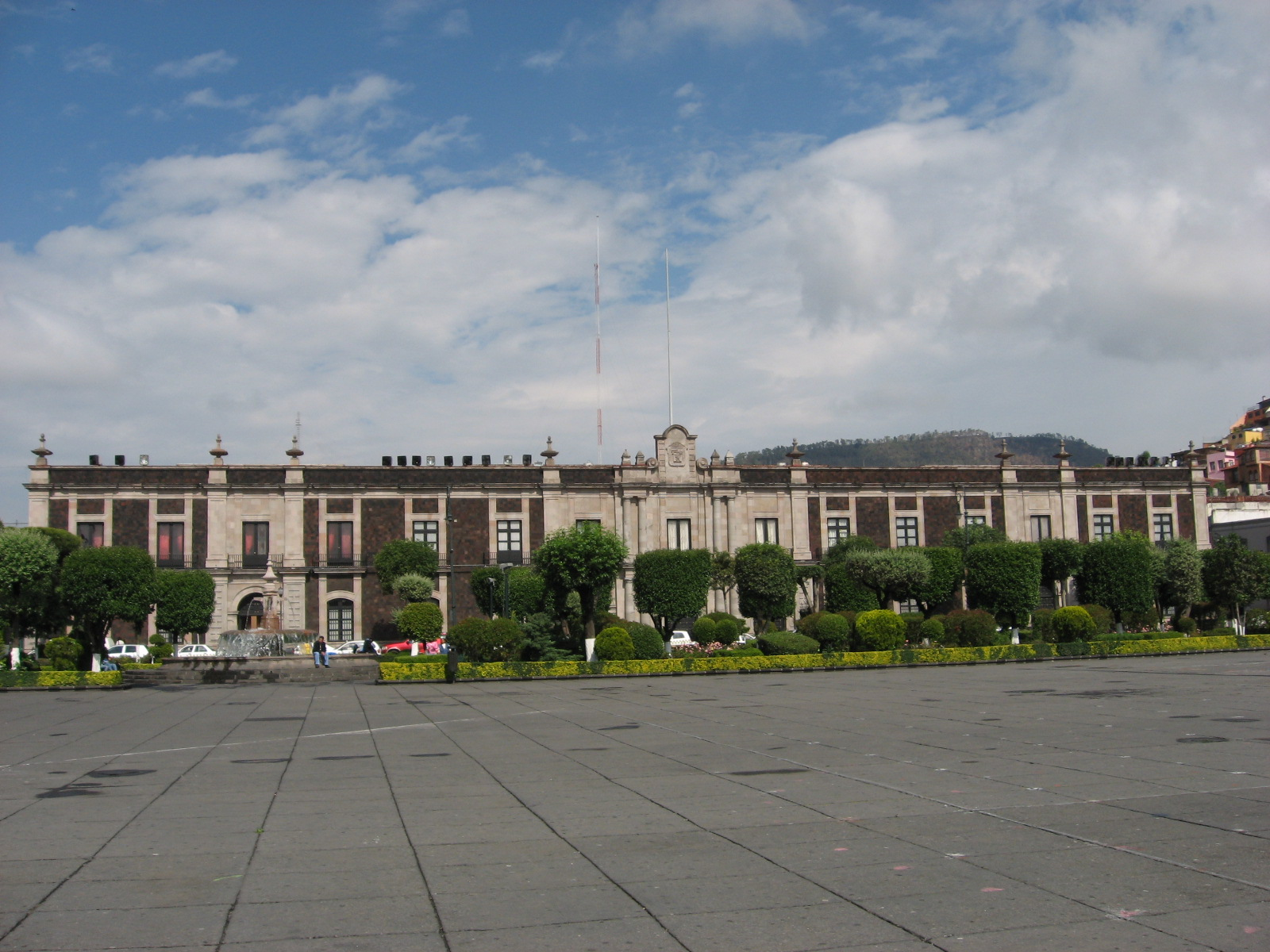
Palacio de Justicia, mayo de 2006.

Hacia el año 1870, el gobernador Mariano Riva Palacio ordenó la construcción del Antiguo Palacio de Gobierno en el predio donde se encontraban las Casas Consistoriales. El palacio fue terminado en 1874 mientras gobernaba la entidad el licenciado Alberto García Pliego.
El antiguo palacio de gobierno fue sede del poder ejecutivo del Estado de México hasta 1965 cuando el gobernador Juan Fernández Albarrán emprendió la remodelación del centro histórico de Toluca. Se demolió el Antiguo Palacio de Justicia y se remodeló la fachada del Antiguo Palacio de Gobierno, pasando este último a ser sede del poder judicial del Estado de México ahora con el nombre de Palacio de Justicia.

### Palacio de Justicia

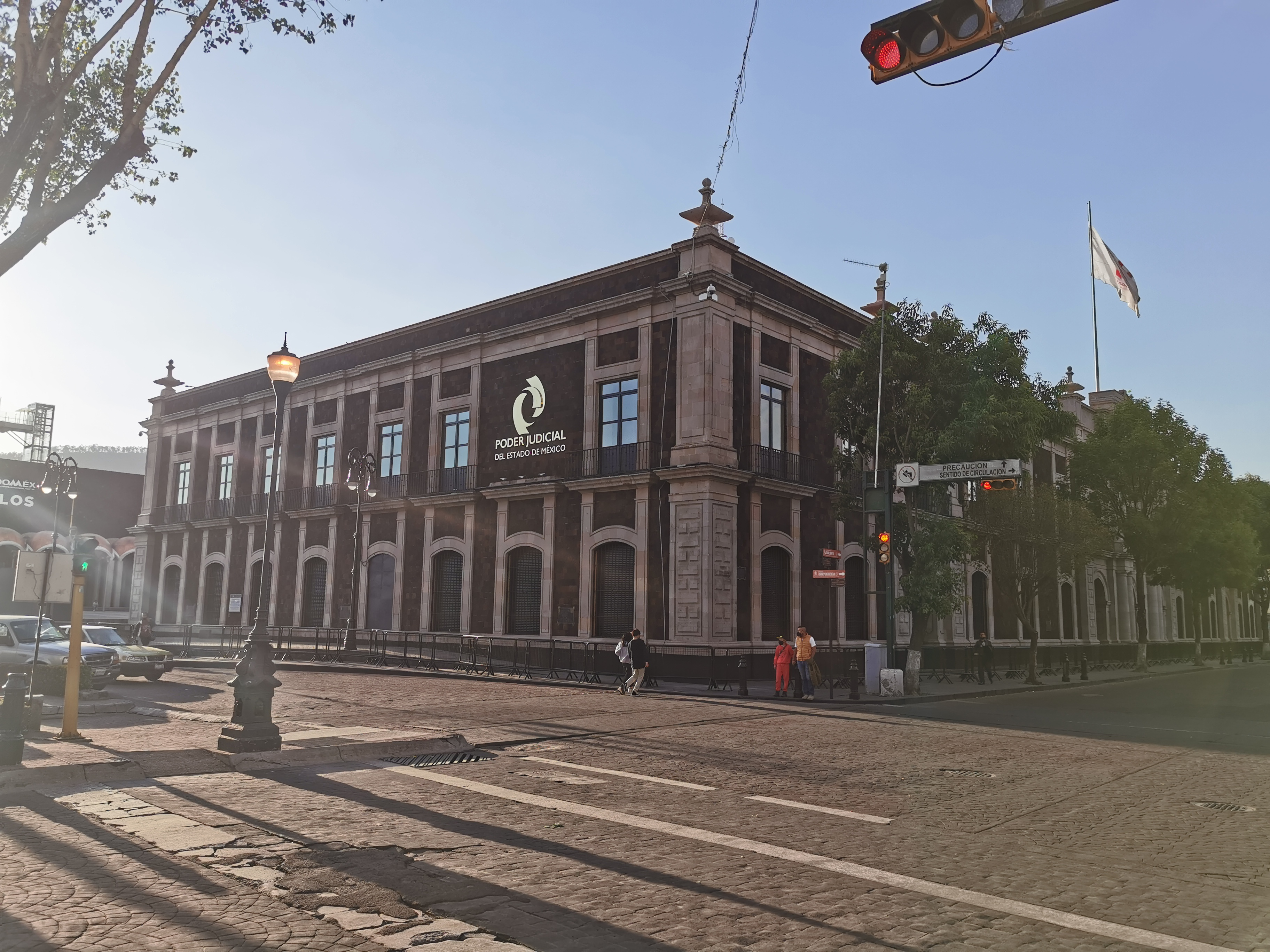
Palacio de Justicia en abril de 2022.

A partir de 1969 el inmueble fue ocupado por la Procuraduría General de Justicia del estado (hoy Fiscalía General de Justicia del Estado de México) y por el Tribunal Superior de Justicia del Estado de México. Fue en 1986 cuando se construyó la nueva sede para la Procuraduría en el oriente de la ciudad, dejando el Palacio de Justicia solo para los jueces y magistrados del Tribunal Superior de Justicia del estado.
En 2010, dentro de las celebraciones del Bicentenario de la Independencia y el Centenario de la Revolución Mexicana, se pintó un mural con las figuras de los próceres de la Independencia y de los caudillos de la Revolución en el vestíbulo principal del palacio. En 2020 se realizaron obras de remodelación dentro del palacio y se construyó una pequeña plaza al sur del palacio, nombrada como "Plaza de la Justicia".

## Galería

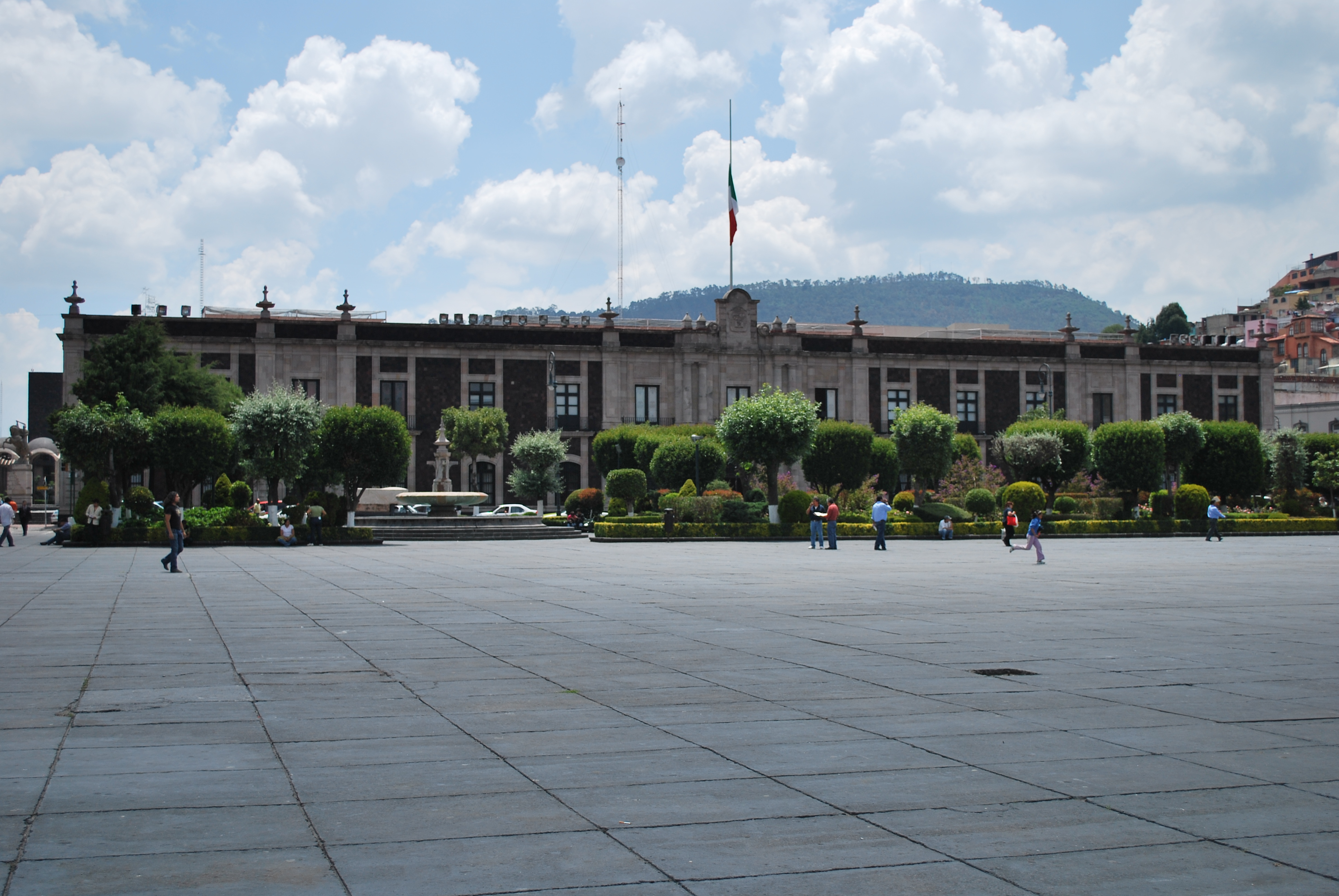
Palacio de Justicia visto desde la Plaza de los Mártires, julio de 2009.
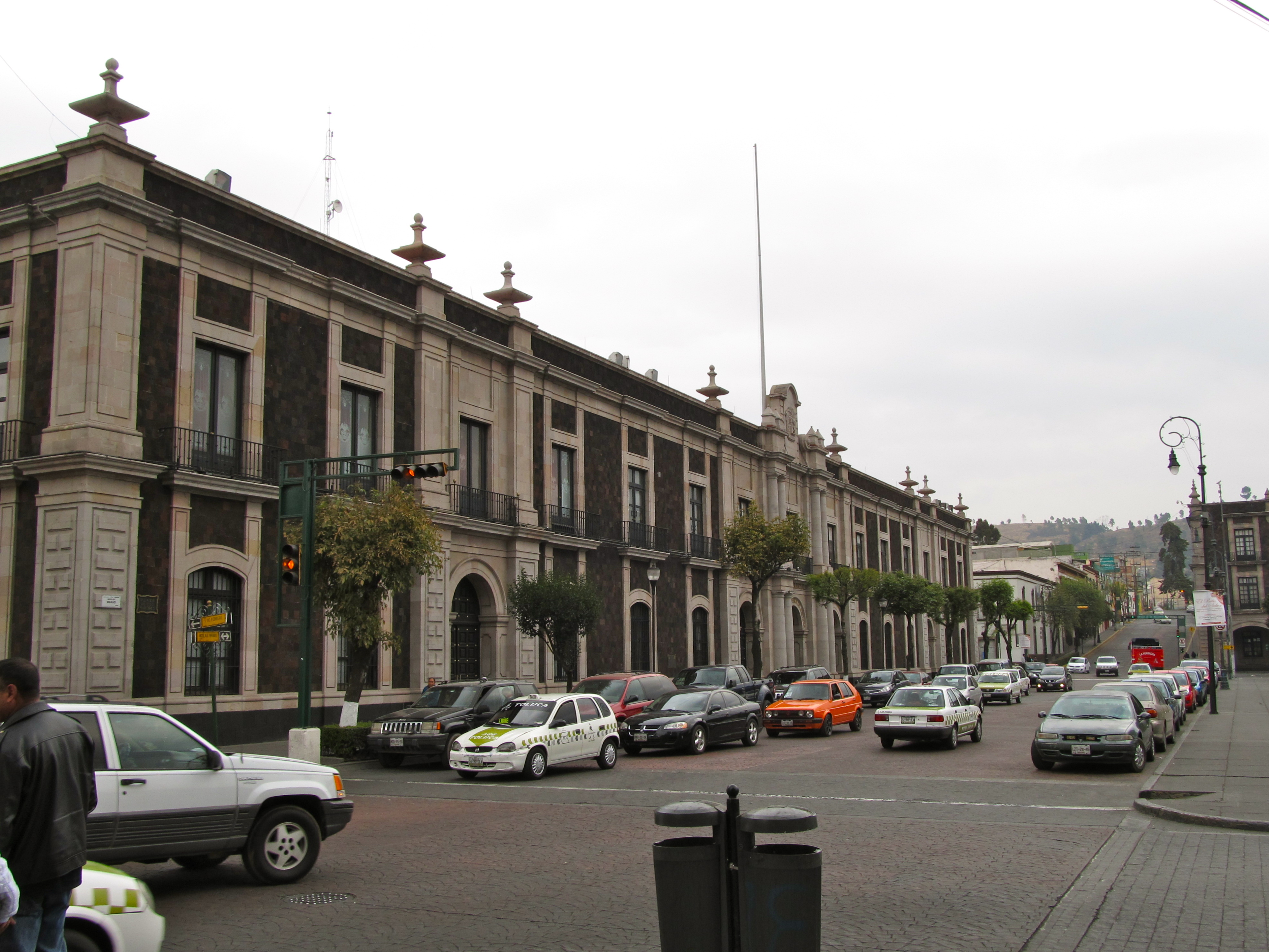
Palacio de Justicia en enero de 2012.
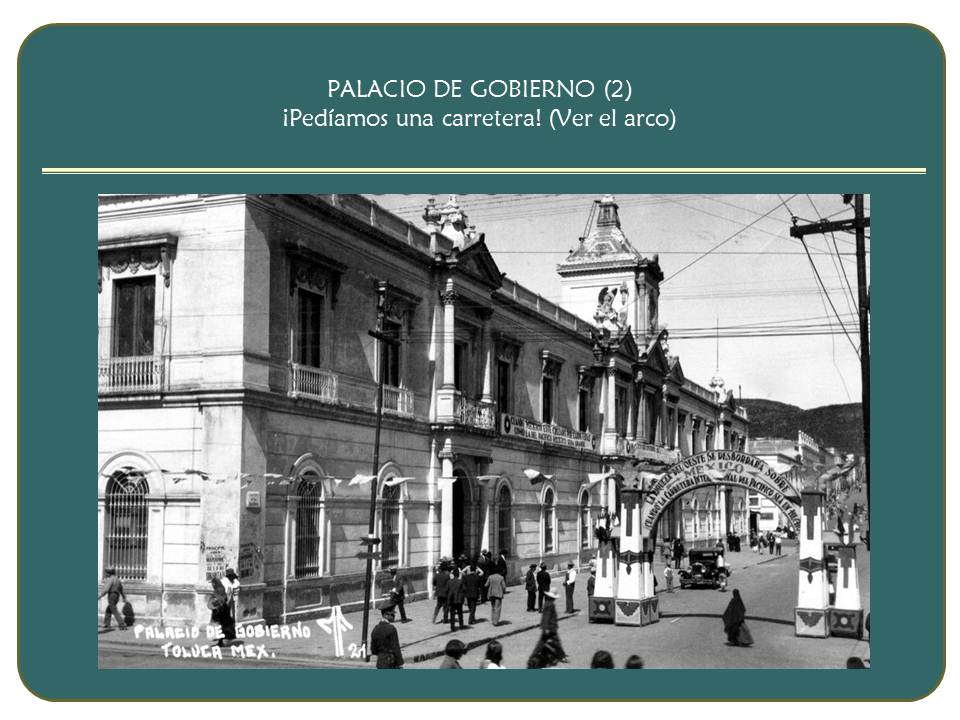
Antiguo Palacio de Gobierno, 1921.
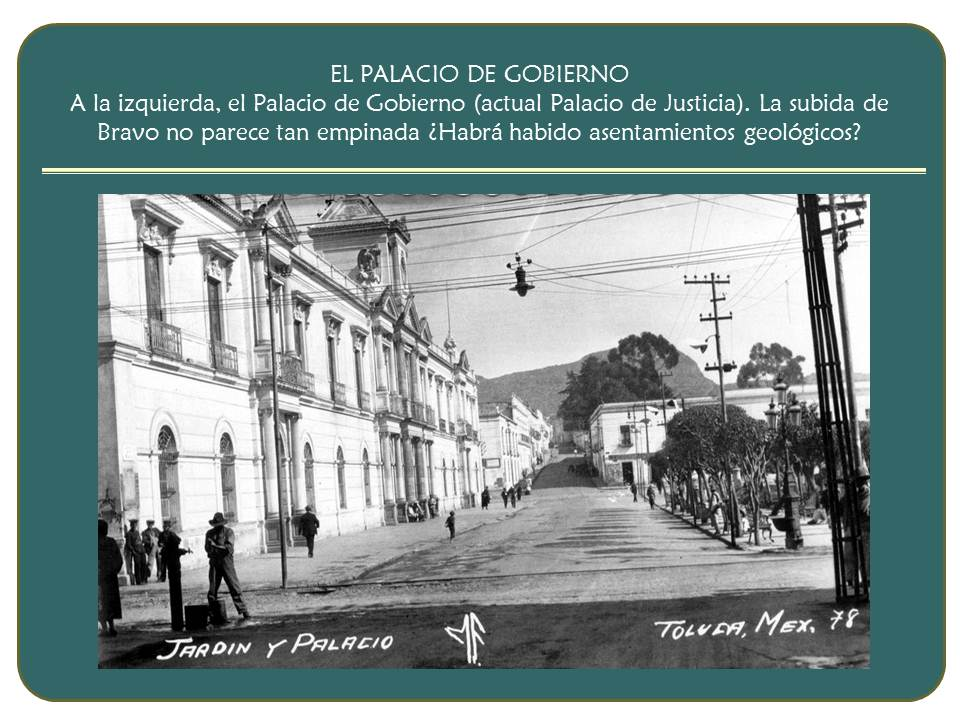
Antiguo Palacio de Gobierno, 1878.
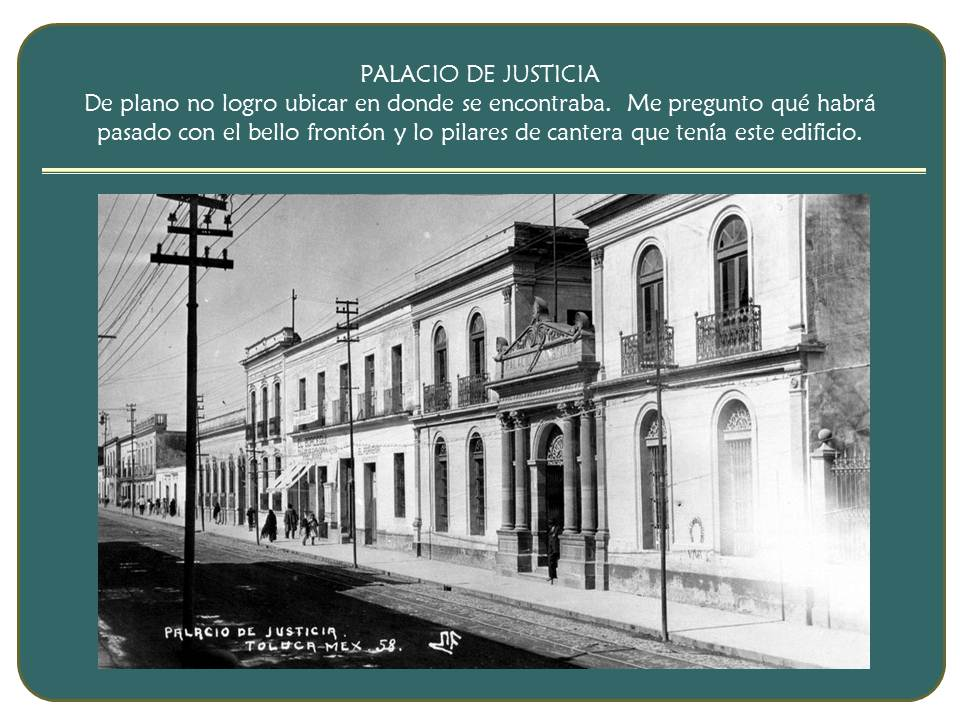
Antiguo Palacio de Justicia sobre la calle José Vicente Villada.